# Jack Holt
Jack Holt, nato Charles John Holt (New York, 31 maggio 1888 – Santa Barbara, 18 gennaio 1951), è stato un attore statunitense.

## Biografia
Nato a New York, iniziò a lavorare nel cinema nel 1914 come stuntman e controfigura in Salomy Jane. Nella sua carriera dal 1914 al 1951, interpretò quasi 200 film. È stato uno dei trentasei membri fondatori dell'Academy of Motion Picture Arts and Sciences (AMPAS) che nacque nel 1927, un'organizzazione per il miglioramento e la promozione mondiale del cinema. L'Accademia, nel 1929, creò il Premio Oscar. Holt lavorò soprattutto nel genere western, interpretando una serie di film tratti dai romanzi di Zane Grey, quali L'uomo della foresta (1926), Il cavaliere misterioso (1927), Frana (1928), Gli ultimi pionieri (1928), Sunset Pass (1929).
Per Frank Capra, interpretò Femmine del mare (1928), L'affare Donovan (1929), Diavoli volanti (1929) e Dirigibile  (1931). In età matura viene ricordato soprattutto come "comprimario di lusso" per aver recitato accanto a Shirley Temple, nel ruolo di un ufficiale nordista in La piccola ribelle (1935). Padre degli attori Tim Holt e Jennifer Holt, morì nel 1951 e venne sepolto presso il Los Angeles National Cemetery, nell'omonima città.

## Riconoscimenti
Per il suo contributo all'industria del cinema, gli è stata assegnata una stella sulla Hollywood Walk of Fame al 6313-1/2 di Hollywood Blvd.

## Filmografia parziale

### Attore

#### 1914
- Salomy Jane, regia di Lucius Henderson e William Nigh (1914)
- The Master Key, regia di Robert Z. Leonard (1914)

#### 1915
- The Flash, regia di Otis Turner (1915)
- La moneta spezzata (The Broken Coin), regia di Francis Ford (1915)
- A Cigarette - That's All, regia di Phillips Smalley e Lois Weber (1915)
- Jewel, regia di Phillips Smalley e (non accreditata) Lois Weber (1915)
- What the River Foretold, regia di Billy Franey e Joseph Franz (1915)
- As the Twig Is Bent, regia di Wilbert Melville (1915)
- The Power of Fascination, regia di Cleo Madison (1915)

#### 1916
- Her Better Self, regia di Grace Cunard (1916)
- His Majesty Dick Turpin, regia di Francis Ford (1916)
- Born of the People, regia di Grace Cunard e Francis Ford (1916)
- The Cry of Erin, regia di Francis Ford (1916)
- The Madcap Queen of Crona, regia di Francis Ford (1916)
- The Desperado, regia di Rupert Julian (1916)
- The Dumb Girl of Portici, regia di Phillips Smalley e Lois Weber (1916)
- Behind the Mask, regia di Francis Ford (1916)
- The Unexpected, regia di Francis Ford (1916)
- Naked Hearts, regia di Rupert Julian (1916)
- The Wire Pullers, regia di William Worthington (1916)
- The False Part, regia di William Worthington (1916)
- The Phone Message, regia di Allen Holubar (1916)
- Mutiny, regia di Jay Hunt (1916)
- Liberty, regia di Jacques Jaccard e Henry MacRae (1916)
- Brennon o' the Moor, regia di Francis Ford (1916)
- The Princely Bandit, regia di Francis Ford (1916)
- Saving the Family Name, regia di Phillips Smalley e Lois Weber (1916)
- The Chalice of Sorrow, regia di Rex Ingram (1916)
- The Black Sheep of the Family, regia di Jay Hunt (1916)
- The Better Man, regia di Jay Hunt (1916)
- Mister Vampire, regia di Francis Ford (1916)
- Giovanna d'Arco (Joan the Woman), regia di Cecil B. DeMille (1916)

#### 1917
- Il servizio segreto (Patria), regia di Jacques Jaccard, Theodore W. Wharton e Leopold D. Wharton - serial (1917)
- The Cost of Hatred, regia di George Melford (1917)
- Sacrifice, regia di Frank Reicher (1917)
- Giving Becky a Chance, regia di Howard Estabrook (1917)
- The Inner Shrine, regia di Frank Reicher (1917)
- The Little American, regia (non accreditati) di Cecil B. DeMille e Joseph Levering (1917)
- The Call of the East, regia di George H. Melford (1917)
- The Secret Game, regia di William C. de Mille (1917)

#### 1918
- The Hidden Pearls, regia di George H. Melford (George Melford) (1918)
- One More American, regia di William C. deMille (1918)
- Douglas e gli avvoltoi del Sud (Headin' South), regia di Allan Dwan e Arthur Rosson (1918)
- Love Me, regia di Roy William Neill (1918)
- Sospetto tragico (The Honor of His House), regia di William C. de Mille (1918)
- The White Man's Law, regia di James Young (1918)
- L'artiglio (The Claw), regia di Robert G. Vignola (1918)
- A Desert Wooing, regia di Jerome Storm (1918)
- Green Eyes, regia di Roy William Neill (1918)
- The Marriage Ring, regia di Fred Niblo (1918)
- The Road Through the Dark, regia di Edmund Mortimer (1918)
- The Squaw Man, regia di Cecil B. DeMille (1918)

#### 1919
- Cheating Cheaters, regia di Allan Dwan (1919)
- La bagnante sconosciuta (A Midnight Romance), regia di Lois Weber (1919)
- For Better, for Worse, regia di Cecil B. DeMille (1919)
- The Woman Thou Gavest Me, regia di Hugh Ford (1919)
- A Sporting Chance, regia di George Melford (1919)
- The Woman Michael Married, regia di Henry Kolker (1919)
- The Life Line, regia di Maurice Tourneur (1919)
- Kitty Kelly, M.D., regia di Howard C. Hickman (1919)
- Victory, regia di Maurice Tourneur (1919)

#### 1920
- La lotta per un tesoro (The Best of Luck), regia di Ray C. Smallwood (1920)
- Crooked Streets, regia di Paul Powell (1920)
- Held by the Enemy, regia di Donald Crisp (1920)
- The Sins of Rosanne, regia di Tom Forman (1920)
- Midsummer Madness, regia di William C. de Mille (1920)

#### 1921
- Ducks and Drakes, regia di Maurice Campbell (1921)
- All Souls' Eve, regia di Chester M. Franklin (1921)
- The Lost Romance, regia di William C. de Mille (1921)
- The Mask, regia di Bertram Bracken (1921)
- A lumi spenti (After the Show), regia di William C. de Mille (1921)
- The Grim Comedian, regia di Frank Lloyd (1921)
- I cercatori d'oro (The Call of the North), regia di Joseph Henebery (1921)

#### 1922
- Bought and Paid For, regia di William C. de Mille (1922)
- North of the Rio Grande, regia di Rollin S. Sturgeon (1922)
- While Satan Sleeps, regia di Joseph Henabery (1922)
- L'isola delle perle (The Man Unconquerable), regia di Joseph Henabery (1922)
- On the High Seas, regia di Irvin Willat (1922)
- Making a Man, regia di Joseph Henabery (1922)

#### 1923
- Nobody's Money, regia di Wallace Worsley (1923)
- Fra gli artigli della tigre (The Tiger's Claw), regia di Joseph Henabery (1923)
- A Gentleman of Leisure, regia di Joseph Henabery (1923)
- La vampa (The Cheat), regia di George Fitzmaurice (1923)
- Una catena d'oro (The Marriage Maker), regia di William C. de Mille (1923)
- Hollywood, regia di James Cruze (1923)
- Don't Call It Love, regia di William C. de Mille (1923)

#### 1924
- The Lone Wolf, regia di S.E.V. Taylor (Stanner E.V. Taylor) (1924)
- L'errante senza colpa (Wanderer of the Wasteland), regia di Irvin Willat (1924)
- Empty Hands, regia di Victor Fleming (1924)
- Ai confini della civiltà (North of 36), regia di Irvin Willat (1924)

#### 1925
- Eve's Secret, regia di Clarence G. Badger (1925)
- La valanga selvaggia (The Thundering Herd), regia di William K. Howard (1925)
- The Light of Western Stars, regia di William K. Howard (1925)
- Cavalli indomiti (Wild Horse Mesa), regia di George B. Seitz (1925)
- The Ancient Highway, regia di Irvin Willat (1925)

#### 1926
- The Enchanted Hill, regia di Irvin Willat (1926)
- Sea Horses, regia di Allan Dwan (1926)
- The Blind Goddess, regia di Victor Fleming (1926)
- Una vendetta nel West (Born to the West), regia di John Waters (1926)
- Forlorn River, regia di John Waters (1926)
- Man of the Forest, regia di John Waters (1926)

#### 1927
- Il cavaliere misterioso (The Mysterious Rider), regia di John Waters (1927)
- The Tigress, regia di George B. Seitz (1927)
- The Warning, regia di George B. Seitz (1927)

#### 1928
- The Smart Set, regia di Jack Conway (1928)
- The Vanishing Pioneer, regia di John Waters (1928)
- Legge di guerra (Court-Martial), regia di George B. Seitz (1928)
- The Water Hole, regia di F. Richard Jones (1928)
- Femmine del mare (Submarine), regia di Frank Capra (1928)
- Frana (Avalanche), regia di Otto Brower (1928)

#### 1929
- Sunset Pass, regia di Otto Brower (1929)
- L'affare Donovan (The Donovan Affair), regia di Frank Capra (1929)
- La carne e l'anima (Father and Son), regia di Erle C. Kenton (1929)
- Diavoli volanti (Flight), regia di Frank Capra (1929)

#### 1930
- Congo (Vengeance), regia di Archie Mayo (1930)
- The Border Legion, regia di Otto Brower e Edwin H. Knopf (1930)
- L'isola dell'inferno (Hell's Island), regia di Edward Sloman (1930)
- The Squealer, regia di Harry Joe Brown (1930)

#### 1931
- The Last Parade, regia di Erle C. Kenton (1931)
- Dirigibile (Dirigible), regia di Frank Capra (1931)
- Subway Express, regia di Fred C. Newmeyer (1931)
- White Shoulders, regia di Melville W. Brown (1931)
- La Venere dei porti (Fifty Fathoms Deep), regia di Roy William Neill (1931)
- A Dangerous Affair, regia di Edward Sedgwick (1931)
- Maker of Men, regia di Edward Sedgwick (1931)

#### 1932
- Behind the Mask, regia di John Francis Dillon (1932)
- Tempeste sull'Asia (War Correspondent), regia di Paul Sloane (1932)
- This Sporting Age, regia di Andrew Bennison, A.F. Erickson (1932)
- Man Against Woman, regia di Irving Cummings (1932)

#### 1933
- La Croce del Sud (When Strangers Marry), regia di Clarence G. Badger (1933)
- La donna che ho rubato (The Woman I Stole), regia di Irving Cummings (1933)
- The Wrecker, regia di Albert S. Rogell (1933)
- Master of Men, regia di Lambert Hillyer (1933)

#### 1934
- Vortice (Whirlpool), regia di Roy William Neill (1934)
- Black Moon, regia di Roy William Neill (1934)
- The Defense Rests, regia di Lambert Hillyer (1934)
- I'll Fix It, regia di Roy William Neill (1934)

#### 1935
- La morte azzurra (The Best Man Wins), regia di Erle C. Kenton (1935)
- Tempesta sulle Ande (Storm Over the Andes), regia di W. Christy Cabanne (1935)
- The Unwelcome Stranger, regia di Phil Rosen (1935)
- The Awakening of Jim Burke, regia di Lambert Hillyer (1935)
- La piccola ribelle (The Littlest Rebel), regia di David Butler (1935)

#### 1936
- Dangerous Waters, regia di Lambert Hillyer (1936)
- San Francisco, regia di W.S. Van Dyke II (1936)
- Il passo della morte (Crash Donovan), regia di William Nigh, Jean Negulesco (1936)
- End of the Trail, regia di Erle C. Kenton (1936)
- North of Nome, regia di William Nigh (1936)

#### 1937
- Fiamme sul Marocco (Trouble in Morocco), regia di Ernest B. Schoedsack (1937)
- Roaring Timber, regia di Phil Rosen (1937)
- I fuorilegge dell'Oriente (Outlaws of the Orient), regia di Ernest B. Schoedsack (1937)
- La miniera misteriosa (Trapped by G-Men), regia di Lewis D. Collins (1937)
- Under Suspicion, regia di Lewis D. Collins (1937)

#### 1938
- Making the Headlines, regia di Lewis D. Collins (1938)
- Flight Into Nowhere, regia di Lewis D. Collins (1938)
- Riformatorio (Reformatory) regia di Lewis D. Collins (1938)
- Non uccidere (Crime Takes a Holiday), regia di Lewis D. Collins (1938)
- Strange Case of Dr. Meade, regia di Lewis D. Collins (1938)

#### 1939
- Whispering Enemies, regia di Lewis D. Collins (1939)
- Trapped in the Sky, regia di Lewis D. Collins (1939)
- Fugitive at Large, regia di Lewis D. Collins (1939)
- Hidden Power, regia di Lewis D. Collins (1939)

#### 1940
- Outside the Three-Mile Limit, regia di Lewis D. Collins (1940)
- Passport to Alcatraz, regia di Lewis D. Collins (1940)
- Fugitive from a Prison Camp, regia di Lewis D. Collins (1940)
- The Great Plane Robbery, regia di Lewis D. Collins (1940)

#### 1941
- The Great Swindle, regia di Lewis D. Collins (1941)
- Holt of the Secret Service, regia di James W. Horne (1941)

#### 1942
- Sparvieri di fuoco (Thunder Birds), regia di William A. Wellman (1942)
- Northwest Rangers, regia di Joseph M. Newman (1942)
- Il bacio della pantera (Cat People), regia di Jacques Tourneur (1942)

#### 1943
- Customs of the Service - documentario (1943)

#### 1944
- The Articles of War - cortometraggio (1944)

#### 1945
- I sacrificati (They Were Expendable), regia di John Ford e, non accreditato, Robert Montgomery (1945)

#### 1946
- Trigger il cavallo prodigio (My Pal Trigger), regia di Frank McDonald e Yakima Canutt (1946)
- Flight to Nowhere, regia di William Rowland (1947)
- Incatenata (The Chase), regia di Arthur Ripley (1946)
- Rinnegata (Renegade Girl), regia di William A. Berke (1946)

#### 1947
- The Wild Frontier, regia di Philip Ford (1947)

#### 1948
- Il tesoro della Sierra Madre (The Treasure of the Sierra Madre), regia di John Huston (1948)
- The Arizona Ranger, regia di John Rawlins (1948)
- L'eroica legione (The Gallant Legion), regia di Joseph Kane (1948)
- The Strawberry Roan, regia di John English (1948)
- Loaded Pistols, regia di John English (1948)

#### 1949
- The Last Bandit, regia di Joseph Kane (1949)
- Il grande agguato (Brimstone), regia di Joseph Kane (1949)
- Aquile dal mare (Task Force), regia di Delmer Daves (1949)
- Red Desert, regia di Ford Beebe (1949)

#### 1950
- The Daltons' Women, regia di Thomas Carr (1950)
- La congiura dei rinnegati (Return of the Frontiersman), regia di Richard L. Bare (1950)
- Trail of Robin Hood, regia di William Witney (1950)
- Le pistole di Zorro (King of the Bullwhip), regia di Ron Ormond (1950)

#### 1951
- Il cacciatore del Missouri (Across the Wide Missouri), regia di William A. Wellman (1951)